# CM Punk
Phillip Jack Brooks (Chicago, Illinois; 26 de octubre de 1978), conocido como CM Punk, es un luchador profesional, comentarista, actor y artista marcial mixto estadounidense. Actualmente trabaja para la empresa WWE. También es conocido por su trabajo para All Elite Wrestling (AEW). WWE lo ha considerado como el tercer «Campeón de WWE con el más largo reinado de la era moderna atrás de Brock Lesnar» al haber ostentado el título durante 434 días desde el 20 de noviembre de 2011 al 27 de enero de 2013. Punk es reconocido oficialmente como el octavo Campeón de WWE con el reinado más largo de su historia.
Ha sido diez veces Campeón Mundial, tras haber conseguido un reinado como Campeón Mundial de ROH, uno como Campeón de ECW, tres como Campeón Mundial Peso Pesado (2002-2013), una vez como World Heavyweight Championship (WWE, 2023-presente) y dos como Campeón de WWE, dos como Campeón Mundial de AEW, siendo junto con Kane y Big Show el segundo luchador en conseguir los tres títulos mundiales de WWE. Además, posee un reinado como Campeón Intercontinental y otro como Campeón Mundial en Parejas con Kofi Kingston, lo que lo convierte en Campeón Tres Coronas; además, ganó en dos ocasiones el maletín de Money in the Bank en WrestleMania XXIV y WrestleMania XXV, así como también el Elimination Chamber 2012.
Es reconocido por seguir durante toda su carrera un estilo de vida straight edge, que consiste en la abstención de bebidas alcohólicas, cigarrillos y otras drogas recreativas, ideología que adhiere tanto en su gimmick como en su vida personal.

## Primeros años
Phillip Jack Brooks nació el 26 de octubre de 1978 en Chicago, Illinois.

## Carrera como luchador profesional

### Inicios; IWA Mid-South (1999-2005)

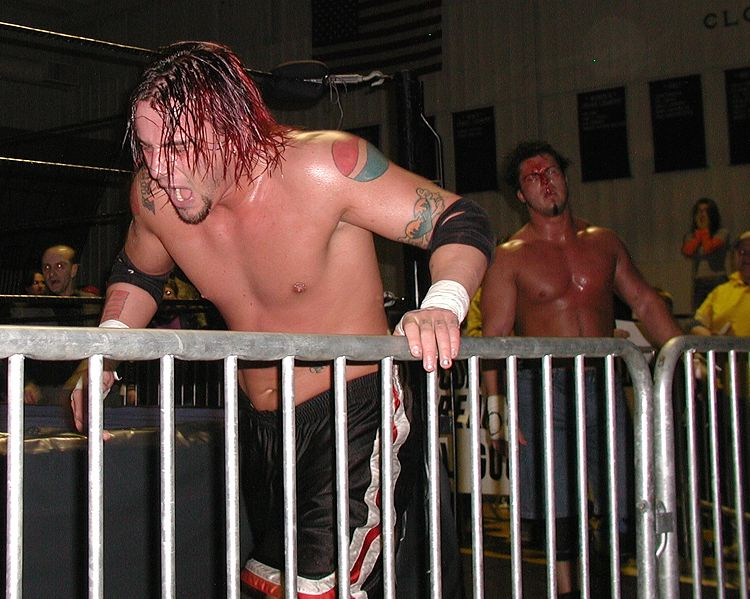
CM Punk en un combate frente a Danny Caripito durante un evento de la NWA Midwest el 23 de noviembre de 2002, en Grayslake, Illinois.

Su primera experiencia como luchador fue a mediados de la década de 1990 en una empresa extinta de backyard wrestling llamada Lunatic Wrestling Federation. Comenzó a usar el nombre de CM Punk cuando se unió a CM Venom para formar el tag team Chick Magnets. A diferencia de sus amigos, quería ser un luchador de verdad y veía la lucha libre como algo más que una simple diversión. Cuando la promoción comenzó a tener éxito, descubrió que su hermano Mike había malversado miles de dólares de la pequeña empresa, lo que provocó un distanciamiento con él. Mike no luchó más a raíz de aquello.
Pronto abandonó la federación y se matriculó como estudiante en la escuela de lucha «Steel Dominion» de Chicago, donde Ace Steel, Danny Dominion y Kevin Quinn lo entrenaron para convertirse en un luchador profesional. Como parte del entrenamiento, tuvo que luchar en la Steel Domain Wrestling de Saint Paul (Minnesota), donde conoció a Scott Colton, que pronto adoptó el nombre artístico de Colt Cabana. Los dos se hicieron grandes amigos y pasaron la mayor parte de su temprana carrera trabajando juntos en el mismo circuito de promociones independientes, donde formaron el equipo Gold Bond Mafia, integrado por Punk, Cabana, Chuckee Smooth, Adam Pearce y Dave Prazak.
Posteriormente, Punk comenzó a luchar para la Independent Wrestling Association: Mid-South (IWA: Mid-South). Durante el tiempo que estuvo en ella, tuvo rivalidades contra luchadores como Colt Cabana y Chris Hero, además de conseguir el IWA Mid-South Light Heavyweight Championship en dos ocasiones y el IWA Mid-South Heavyweight Championship en otras cinco, derrotando a luchadores como A.J. Styles, Cabana e incluso Eddie Guerrero. La rivalidad de Punk con Hero incluyó un Tables, Ladders and Chairs Match de 55 minutos, un Three Falls Match de 90 y otros de similar duración.
Los combates de Punk con Cabana lo llevaron a ser contratado por la promoción Ring of Honor. Desde febrero de 2003 hasta mayo de 2004, se negó a luchar para la IWA:Mid-South en protesta del maltrato de Ian Rotten hacia Chris Hero en la compañía. Hero, sin embargo, constató que creía que habían sido otras razones las de su maltrato; entre ellas, el deseo de Rotten de que Punk dejase de trabajar para la compañía. Finalmente, Punk volvió a la IWA:Mid-South, donde continuó actuando como luchador y comentarista hasta 2005, cuando lo contrató WWE. Su último combate en la IWA: Mid-South fue el 2 de julio de 2005 frente a Delirious, el cual terminó en empate tras 60 minutos de combate.

### NWA: Total Nonstop Action (2002–2004)
Inicialmente, entró en el Ring of Honor (ROH) como face, pero rápidamente pasó a heel durante una rivalidad con Raven, el cual incluyó numerosos combates sin descalificación. Al mismo tiempo, se unió a la NWA Total Nonstop Action (TNA), donde hizo pareja con Julio Dinero como miembro de The Gathering.

### Ring of Honor (2002-2006)

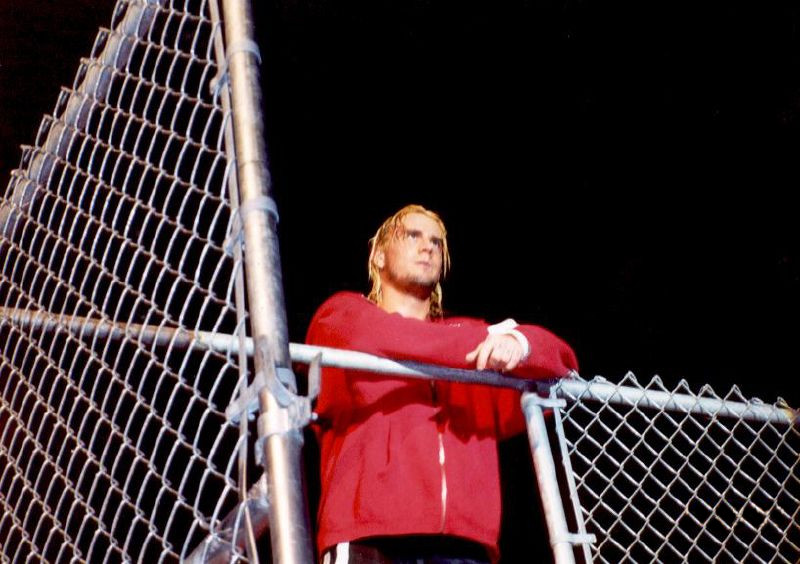
Punk en Ring of Honor, en 2003.

Luego de que la NWA y la TNA prohibiera a sus luchadores participar en otras promociones y surgiese el escándalo de Rob Feinstein, varios luchadores se marcharon de ROH, que se quedó sin varias de sus mayores estrellas. Punk se quedó y, meses después, él y Samoa Joe se enfrentaron en una serie de tres peleas por el título de ROH.
La primera pelea fue el 12 de junio de 2004 en Dayton(Ohio) y resultó en un empate por límite de tiempo (60 minutos). El show se llamó World Title Classic (Clásico por el Título Mundial). El segundo encuentro fue en Chicago (Illinois), la ciudad natal de CM Punk, el 16 de octubre de 2004. En Joe vs Punk II volvieron a empatar por llegar al límite de tiempo. La pelea obtuvo 5 estrellas del Wrestling Observer, revista de Dave Meltzer, algo que no ocurría desde 1997. Finalmente, Joe ganó el trofeo en la última pelea de diciembre. Las peleas fueron muy bien evaluadas y le dieron mucha publicidad a ROH, por lo que se cree que la compañía no hubiera sobrevivido sin CM Punk.
Punk fue despedido de su antiguo trabajo como técnico de laboratorios en Underwrites Laboratories, pero enseguida fue asignado como entrenador jefe de la escuela de ROH. Punk declaró que nunca tuvo las credenciales para trabajar en el laboratorio, que solo lo hizo para poder mantenerse luchando.
En junio de 2005, Punk aceptó un ofrecimiento de WWE, luego de haber tenido peleas de prueba en Sunday Night Heat. Aunque había aceptado el trato con WWE, luchó con Austin Aries por el título de ROH en Death Before Dishonor y ganó. El 12 de agosto perdió su título de ROH ante James Gibson, en una lucha que también involucró a Christopher Daniels y Samoa Joe. Su última pelea en ROH fue al día siguiente contra su mejor amigo, Colt Cabana, en Punk: The Final Chapter.

### World Wrestling Entertainment / WWE

#### Ohio Valley Wrestling (2005-2006)
En 2005, fue enviado por WWE a su territorio de desarrollo, la Ohio Valley Wrestling (OVW). El 26 de septiembre de 2005, tuvo su debut televisivo en la OVW contra Danny Inferno, pelea en la que Punk se rompió la nariz y se dañó el tímpano; pero aún lesionado, terminó la pelea y se recuperó rápidamente.
El 9 de noviembre de 2005, se convirtió en el Campeón de la Televisión de la OVW al derrotar a Ken Doane tras una interferencia de Brent Albright. Tras esto, inició una rivalidad con Albright, contra el que se enfrentó varias veces. También luchó en el programa hermano de RAW, Heat, donde se enfrentó a Simon Dean y Maven formando equipo con Chad Coyller. Fue derrotado y posteriormente él y Chad fueron atacados por los ganadores.

#### Campeón de ECW (2006-2008)
El 24 de junio de 2006, Punk hizo su debut como face para la marca ECW durante un evento en vivo, realizado en la antigua arena de la antedicha marca, donde derrotó a Stevie Richards. Hizo su debut televisivo oficial en el episodio del 4 de julio de ECW, realizando una breve promo pregrabada en la que habló acerca de su estilo de vida straight edge, enfatizando los aspectos disciplinarios de estar libre de drogas y del alcohol. Punk finalmente hizo su debut en el ring de manera televisada en el episodio del 1 de agosto, derrotando a Justin Credible. CM Punk permaneció invicto en ECW, derrotando oponentes como Christopher W. Anderson, Stevie Richards y Shannon Moore.
Luego de esto, Punk inició una rivalidad con Mike Knox después de que su novia, Kelly Kelly, comenzase a sentirse atraída por Punk. Punk lo derrotó en dos ocasiones, incluyendo la revancha, en donde Kelly Kelly celebró la victoria de CM Punk sobre la de su propio novio. Punk formó equipo con D-Generation X y The Hardy Boyz en Survivor Series y se enfrentaron a Rated-RKO, Mike Knox, Johnny Nitro y Gregory Helms en una lucha donde todos los miembros del equipo de Punk sobrevivieron. En ECW December to Dismember, Punk participó en la Extreme Elimination Chamber del Campeonato Mundial de ECW, donde fue el primer eliminado.
A principios de año, inició una rivalidad con Hardcore Holly, quien terminó su invicto el 9 de enero de 2007. Luego, participó en el Royal Rumble como número 11, pero The Great Khali lo eliminó. Inició otra rivalidad, esa vez con Matt Striker, que le propinó su segunda derrota, el 30 de enero. Seguidamente, Punk se clasificó para la Money in the Bank de WrestleMania 23, derrotando a Johnny Nitro, siendo el único miembro de ECW en clasificar al combate. Una semana antes de WrestleMania 23, Punk apareció en RAW y SmackDown!, derrotando a Kenny Dykstra y King Booker, respectivamente. En WrestleMania 23, Mr. Kennedy salió victorioso del combate, tras noquear a Punk segundos antes de ganar.

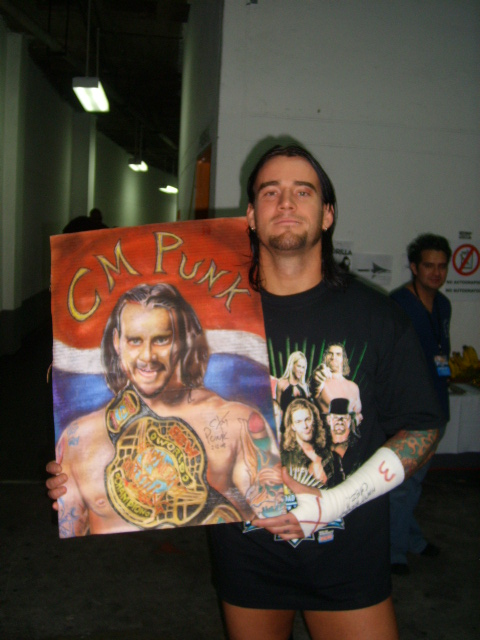
Punk sosteniendo un retrato suyo en el que aparece como Campeón de ECW, en 2008.

El 10 de abril en ECW on Sci-Fi, Punk se unió a la New Breed, después de varias semanas de negociaciones entre New Breed y los ECW Originals, quienes querían reclutarlo. Sin embargo, dos semanas después Punk atacó al líder de la New Breed, Elijah Burke, aplicándole el «Go To Sleep», antes de dejarlo en el ring solo. WWE.com confirmó posterior a ese hecho que Punk ya no era miembro de la New Breed. En Judgment Day, Punk derrotó a Elijah Burke en su primera lucha en solitario en un PPV. Punk luego participó en One Night Stand, formando equipo con Tommy Dreamer y The Sandman en una lucha de mesas, en la que derrotaron a Elijah Burke, Marcus Cor Von y Matt Striker. Tras el traspaso de Bobby Lashley a Raw, el Campeonato de ECW quedó vacante, por lo cual se decidió hacer un torneo para coronar al nuevo campeón. Punk clasificó hasta la final, tras derrotar a Marcus Cor Von, y en Vengeance debió enfrentarse a Chris Benoit para definir al nuevo campeón. Sin embargo, a causa de su fallecimiento, Benoit fue reemplazado por Johnny Nitro, que derrotó a Punk y se coronó como nuevo Campeón de ECW. Nitro continuó su rivalidad con Punk, pero bajo el nombre de John Morrison. Ambos se enfrentaron en The Great American Bash y en el SummerSlam por el Campeonato de ECW, con dos victorias para Morrison. Finalmente, en su última oportunidad, el 1 de septiembre, CM Punk logró capturar el Campeonato de ECW, en ECW on SciFi, al derrotar a John Morrison. En Unforgiven, Punk se enfrentó y derrotó a Elijah Burke, reteniendo el Campeonato de ECW. En su siguiente defensa derrotó por descalificación a Big Daddy V, en No Mercy. En Cyber Sunday, Punk debió a enfrentarse a The Miz (oponente elegido por el público, entre The Miz, John Morrison y Big Daddy V), al cual derrotó tras aplicar el «Go To Sleep», reteniendo el Campeonato de ECW. El 6 de noviembre en ECW on SciFi, Punk conservó el Campeonato de ECW frente a John Morrison, solo gracias a una distracción de The Miz, por lo cual se pactó una Triple Amenaza por el Campeonato de ECW en Survivor Series, entre Punk, Morrison y The Miz, lucha que ganó al aplicarle el GTS a The Miz. Durante el evento Armageddon 2007, Punk luchó junto a Kane frente a Big Daddy V y Mark Henry, siendo derrotados después de que Big Daddy V le aplicara el «Ghetto Drop».
El 22 de enero de 2008, perdió el Campeonato de ECW contra Chavo Guerrero en un combate sin descalificación, después de que Edge lo atacara, terminando su reinado con 143 días.

#### Campeón Mundial de Peso Pesado (2008-2009)
El 30 de marzo de 2008, en WrestleMania XXIV, Punk ganó el maletín de Money in the Bank, en un combate en el que también participaron Chris Jericho, Montel Vontavious Porter, Shelton Benjamin, John Morrison, Mr. Kennedy y Carlito. En abril tuvo la oportunidad de ser el ganador del torneo King of The Ring, sin embargo fue derrotado en la final por William Regal. En los meses posteriores tuvo una pequeña rivalidad contra John Morrison y The Miz, a quienes se enfrentó junto con Kane por el Campeonato en Parejas de WWE en Judgment Day, pero fue derrotado. En One Night Stand tuvo la oportunidad de ser el retador máximo al Campeonato de ECW, pero no logró ganar el combate.
El 23 de junio, Punk fue enviado a Raw durante el Draft. La semana siguiente, Punk canjeó su contrato de Money in the Bank, ganando el Campeonato Mundial Peso Pesado tras derrotar a Edge, que Batista había atacado momentos antes. Durante los siguientes meses, Punk se mantuvo como campeón frente a Batista en The Great American Bash y frente a John "Bradshaw" Layfield en SummerSlam. En Unforgiven, Punk fue atacado por Cody Rhodes, Ted DiBiase, Manu y Randy Orton en el backstage, por lo que no pudo competir esa noche. Cuando iba a dar lugar el combate, se anunció que Punk no podría defender el campeonato esa noche, por lo que el título había quedado vacante. Chris Jericho fue el reemplazo de Punk, quien ganó el Championship Scramble match y el Campeonato Mundial Peso Pesado. Punk recibió la revancha 8 días después en Raw pero fue derrotado por Jericho en un Steel Cage match.

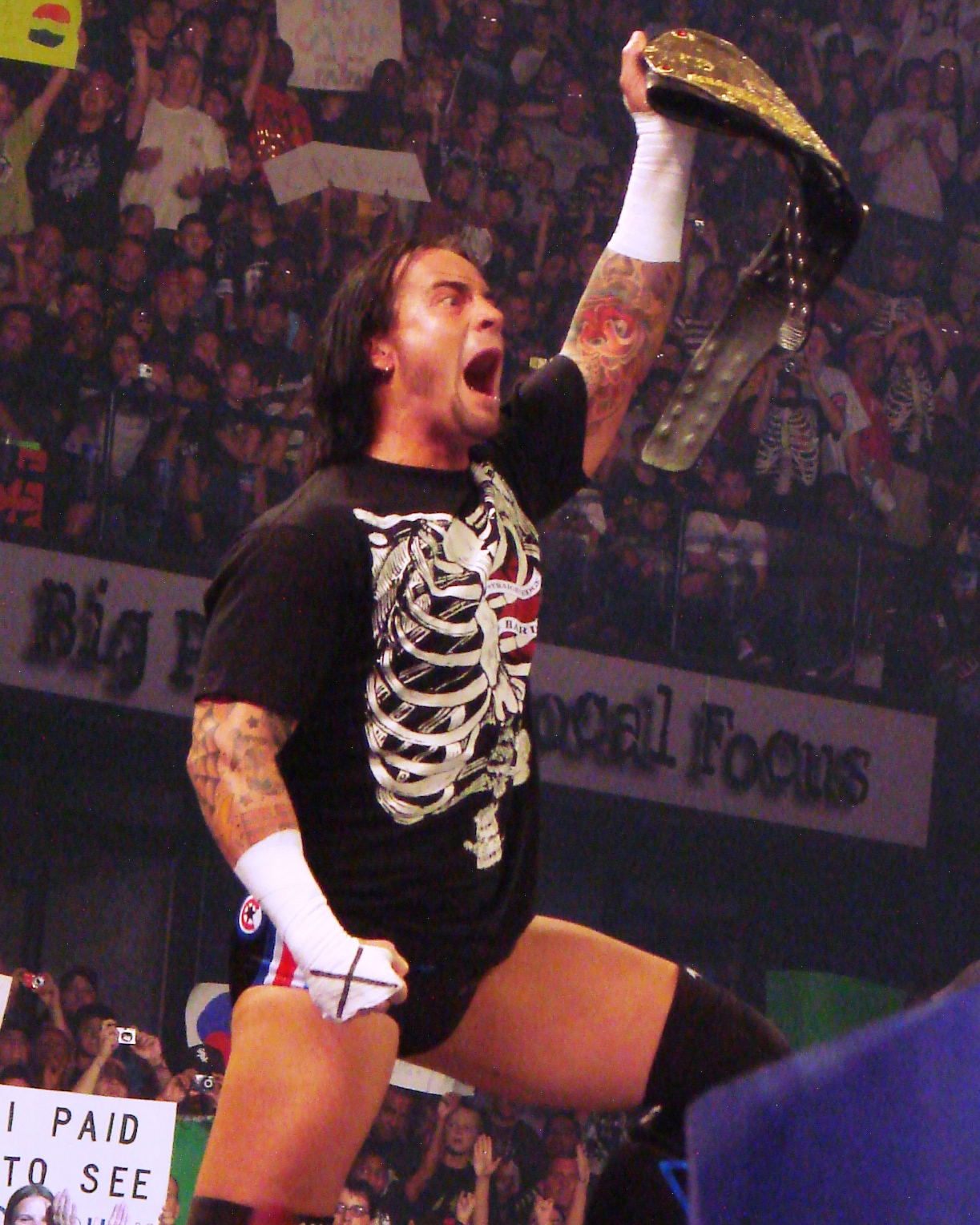
Punk como Campeón Mundial de Peso Pesado, en 2008.

El 27 de octubre, Punk y Kofi Kingston derrotaron a Cody Rhodes y Ted DiBiase ganando el Campeonato Mundial en Parejas. Ambos luchadores participaron en Survivor Series pero su equipo fue derrotado por el equipo de Randy Orton en una lucha de eliminación clásica. Poco después Punk entró en un torneo para determinar al retador #1 por el Campeonato Intercontinental. Punk derrotó a Snitsky y a John Morrison en las dos primeras rondas. El 13 de diciembre, Punk y Kingston perdieron el Campeonato Mundial en Parejas frente a John Morrison & The Miz durante un house show. Al día siguiente, en Armageddon, Punk derrotó a Rey Mysterio, ganando el torneo y convirtiéndose en el retador #1 del Campeonato Intercontinental.
El 5 de enero, Punk recibió su combate frente a William Regal, el cual ganó por descalificación, por lo que no consiguió el campeonato. Tras esto, Stephanie McMahon le concedió la revancha para la semana siguiente, pero esta vez perdió por descalificación. Tras el combate, Stephanie anunció otro combate para la semana siguiente, esta vez en un No Disqualification match. El 9 de enero, Punk derrotó a Regal, convirtiéndose en Campeón Intercontinental y en el decimonoveno Campeón de Triple Corona. Participó en el Royal Rumble, donde entró decimoctavo y ganó a A Regal, pero fue eliminado por Big Show. El 23 de febrero derrotó a John Morrison y a The Miz en una triple threat, por lo que obtuvo la clasificación para el Money in the Bank de WrestleMania XXV. El 9 de marzo, Punk perdió el Campeonato Intercontinental tras ser derrotado por John "Bradshaw" Layfield.
El 5 de abril, en WrestleMania XXV, logró ganar el Money in the Bank por segundo año consecutivo, tras derrotar a Kane, Mark Henry, Kofi Kingston, Finlay, Shelton Benjamin, MVP y Christian. El 13 de abril de 2009, fue enviado a la marca SmackDown! debido al Draft 2009. Posteriormente luchó contra Kane en Backlash y Umaga en Judgment Day. Perdió ambos combates a pesar de vencerles en los shows semanales. El 7 de junio en Extreme Rules, derrotó a Umaga en un Samoan Strap Match, y esa misma noche, utilizó su contrato del Money in the Bank para arrebatarle a Jeff Hardy el Campeonato Mundial Peso Pesado que había logrado conseguir tras derrotar a Edge. Luego, en The Bash, conservó su título frente a Jeff Hardy por descalificación tras golpear al árbitro. En WWE Night of Champions perdió el Campeonato Mundial Peso Pesado ante Jeff Hardy. En la siguiente edición de Smackdown atacó a Jeff Hardy volviéndose Heel y continuando la rivalidad con este último.
En SummerSlam derrotó a Jeff Hardy en un TLC match ganando nuevamente el Campeonato Mundial Pesado, pero fue atacado por The Undertaker después de la lucha. El 28 de agosto de 2009 derrotó a Hardy en la revancha en un Steel Cage, ganando Punk y obligando a Jeff Hardy a abandonar WWE. Después, entró en un feud con The Undertaker, enfrentándose en Breaking Point. En el evento, su combate acabó con victoria para Undertaker al forzar a Punk a rendirse con un «Hell's Gate», pero Theodore Long ordenó reiniciar el combate al no estar esa llave permitida. Tras esto, Punk le aplicó su «Anaconda Vise», sonando la campana sin que Undertaker se rindiera, reteniendo Punk el Campeonato Mundial Peso Pesado, de una manera polémica, emulando a la Traición de Montreal. Sin embargo en Hell in a Cell perdió el campeonato frente a The Undertaker y en Bragging Rights perdió en una lucha por el Campeonato Mundial Peso Pesado donde también lucharon The Undertaker, Rey Mysterio y Batista, logrando la victoria The Undertaker.

#### Straight Edge Society (2009-2010)

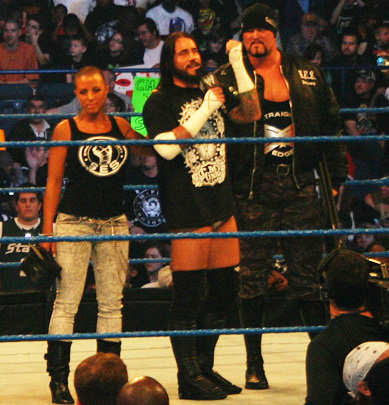
A pesar de tener su propio stable, The Straight Edge Society con Serena, Joey Mercury y Luke Gallows, las lesiones y despidos hicieron que se disolvieran sin tener éxito.

Tras perder su campeonato, el personaje de CM Punk comenzó a tomar una dirección más siniestra. En el episodio del 27 de noviembre de SmackDown, Punk reveló que había convertido a Luke Gallows, quien anteriormente había sido retratado como el luchador mentalmente incompetente Festus, al estilo de vida recto que posteriormente lo había librado de su problemas mentales. A lo largo de enero de 2010, Punk comenzó a convertir a miembros planted] entre la audiencia a un estilo de vida recto, haciéndolos jurar lealtad a él y afeitarse la cabeza como señal de renovación y devoción. Más tarde reclutó a Serena Deeb, y al poco tiempo formó el stable The Straight Edge Society junto a Gallows y Deeb. Participó en el Royal Rumble entrando el #3 y haciendo promos sobre el S.E.S., a pesar de eliminar a 5 participantes del combate fue sacado por Triple H. El 8 de febrero peleó junto con Luke Gallows contra D-Generation X (Triple H & Shawn Michaels) y The Big Show & The Miz en una lucha por el Campeonato Unificado en Parejas de WWE, pero no lograron ganar, siendo Show & Miz los ganadores.
Luego, empezó una rivalidad con Rey Mysterio, alrededor de su máscara participando ambos en Elimination Chamber en una Elimination Chamber por el Campeonato Mundial Peso Pesado de WWE, pero ninguno de ellos logró salirse con la victoria. Las semanas siguientes continuaron su rivalidad, CM Punk alegaba que lo mejor para Mysterio era que se uniera a su S.E.S., invitándolo múltiples ocasiones a formar parte de su stable, pero siempre terminaban se negaba; Punk comenzó a presionar a Mysterio interfiriendo en varias de sus peleas y/o criticándolo, esto causó que ambos se enfrentaron en WrestleMania XXVI en una lucha donde si Mysterio perdía, debía unirse a su S.E.S, pero fue derrotado.
En Extreme Rules derrotó a Mysterio gracias a la ayuda de Joey Mercury, quién más tarde se uniría al S.E.S., en dicho combate Punk apostó su cabellera. Su rivalidad finalmente terminó en Over the Limit, en un combate «Cabellera vs. Esclavitud». El combate lo perdió Punk, por lo que fue rapado, debido a esto comenzó a usar una máscara, la cual mantuvo por los siguientes 2 meses. Poco después derrotó a Kane en SmackDown! clasificándose para la lucha por el Campeonato Mundial Peso Pesado en Fatal 4-Way 2010. Estuvo a punto de ganar el Campeonato Mundial Peso Pesado de WWE del campeón Jack Swagger pero no ganó el título por una interferencia de Kane, quien lo acusaba de ser el causante del estado vegetativo de The Undertaker.
Punk sufrió una lesión su codo, estando inactivo en combate durante 3 semanas y se suspendió una rivalidad que iba a tener con Kane, a pesar de eso siguió apareciendo en SmackDown! guiando a The Straight Edge Society. Durante su recuperación, el grupo empezó una rivalidad con The Big Show, quien logró desenmascararlo a él y a Joey Mercury. A causa de esto, The Straight Edge Society se enfrentó en un handicap match de 3 contra 1 contra The Big Show en SummerSlam, pero fueron derrotados. El 3 de septiembre, Gallows & Punk volvieron a ser derrotados por Show en SmackDown, por lo que Punk lo atacó y expulsó del grupo. Debido a que días antes Mercury se había lesionado y Serena fue despedida por no seguir su personaje en público y verla bebiendo, por lo que se disolvió Straight Edge Society.

#### The New Nexus (2010-2011)

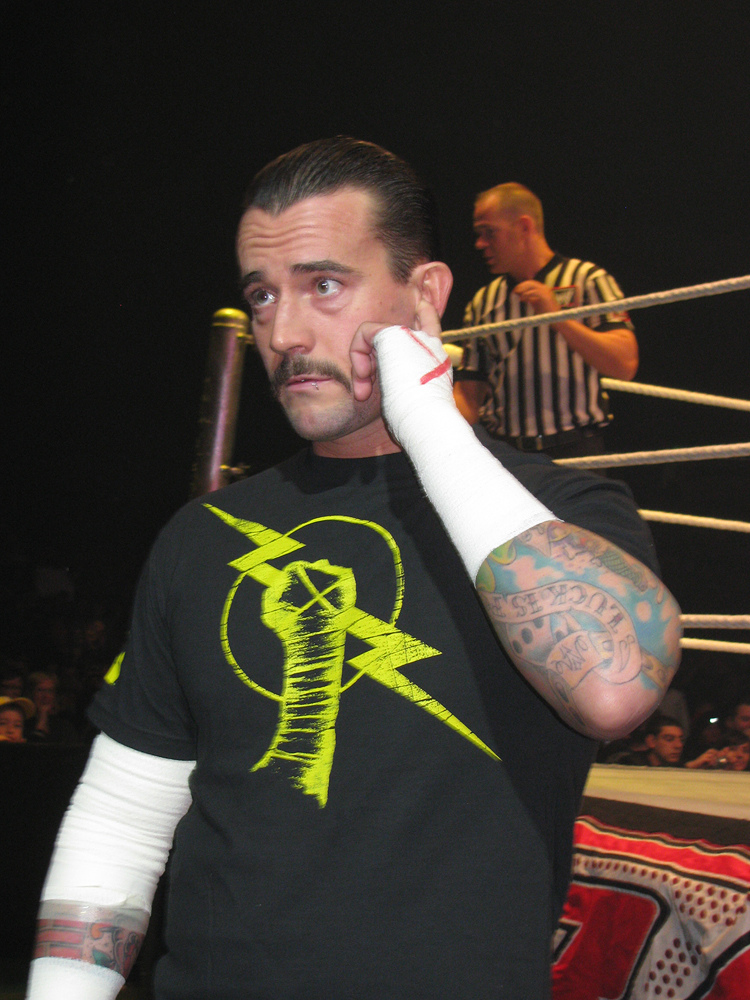
Punk como líder de The New Nexus, en 2011.

El 11 de octubre de 2010 fue transferido de Smackdown! a Raw, ganándole ese mismo día a Evan Bourne, a quien atacó y lesiono después del combate y también clasificándose como miembro del Team RAW en Bragging Rights. En el evento, Team SmackDown (Big Show, Rey Mysterio, Jack Swagger, Edge, Alberto del Río, Tyler Reks & Kofi Kingston) derrotó al Team RAW (The Miz, Santino Marella, R-Truth, John Morrison, Sheamus, CM Punk & Ezekiel Jackson). Más tarde, sufrió una lesión de cadera, que lo mantuvo inactivo hasta finales de año. Sin embargo, continuó en televisión, ejerciendo de comentarista tweener heel en RAW. Punk regresó como luchador activo el 20 de diciembre en RAW, donde atacó a John Cena con una silla, al igual que haría el día siguiente en SmackDown, retomando su carácter heel. En la siguiente edición de RAW se convirtió oficialmente en el nuevo líder de The Nexus tras atacar a John Cena una vez más.
Retuvo su puesto como líder el 3 de enero al hacer perder a Wade Barrett una lucha en la que, si perdía Barrett, salía de Nexus, en donde también participaron Randy Orton y King Sheamus en un Steel Cage Match. En Royal Rumble, él y Nexus interfirieron en el combate entre Orton y The Miz por el Campeonato de WWE, lo que le costó a Orton la lucha y empezó una rivalidad con este último. En ese mismo evento, participó en el Royal Rumble Match, donde entró en primer lugar y eliminó junto al resto de los Nexus a varios luchadores pero fue eliminado por John Cena y siendo el ganador Alberto Del Rio. Dos semanas después, le dijo a Orton que el motivo que le había llevado a atacarle fue la venganza por el ataque que él sufrió en Unforgiven 2008 donde perdió el Campeonato Mundial Peso Pesado. Participó en la lucha estelar del evento Elimination Chamber para ser retador al Campeonato de WWE en WrestleMania XXVII, donde eliminó a Orton y a John Morrison, siendo el último eliminado por John Cena.
Tras esto, continuó su rivalidad con Orton, pactándose una lucha entre ellos en WrestleMania XXVII. Durante las semanas previas al evento, los miembros de Nexus se enfrentaron a Orton, pero los derrotó a todos y los lesionó pateándolos a cada uno en la cabeza (kayfabe). En WrestleMania XXVII, Orton derrotó a Punk con un «RKO». Tras esto se pactó un Last Man Standing Match entre ambos para Extreme Rules el cual perdió nuevamente. El 22 de mayo en Over the Limit, CM Punk junto a Mason Ryan fueron derrotados frente a Big Show & Kane en un combate por los Campeonatos en Parejas. 

#### Campeón de WWE (2011-2013)
Luego comenzó una rivalidad con Rey Mysterio enfrentándose ambos en Capitol Punishment saliendo victorioso. Al día siguiente se enfrentó a Mysterio y Alberto Del Rio convirtiéndose en el retador #1 por el Campeonato de WWE. Esa misma noche anunció que el 17 de julio, día que se realizaría el evento Money in the Bank expiraba su contrato con WWE y se comprometió a dejar la empresa como el Campeón de WWE. El día 27 de junio, durante el Raw Roulette, Punk hizo una promo criticando a muchos trabajadores y extrabajadores de WWE, incluyendo a Vince McMahon, convirtiéndose en un Twenner. Antes de que Punk terminara de hablar se le cerró el micrófono y Raw salió del aire. Después de finalizar el programa, se anunció que Punk había sido suspendido indefinidamente. Su ficha fue removida de la página web de WWE y su lucha contra Cena en Money in the Bank fue cancelada. Sin embargo ese mismo día en las grabaciones del RAW para el 4 de julio, Cena convenció a McMahon de que CM Punk debe luchar en Money in the Bank, pero, si Cena perdía, sería despedido de WWE. En Money in the Bank, Punk logró derrotar a Cena y convirtiéndose en el nuevo Campeón de WWE. Después del combate, Alberto Del Rio intentó canjear su contrato del RAW Money in the Bank, pero fue noqueado por Punk antes de empezar la lucha, escapando inmediatamente del recinto y concluyendo de ese modo su contrato con WWE. Debido a esto, WWE dejó vacante el título, pero Punk mantuvo el cinturón. En el Comic-Con de San Diego, Punk interrumpió a Triple H, que estaba dando una conferencia y desafió a Rey Mysterio, presente en la conferencia, o a cualquier otro luchador que quisiese su título, a ir a Chicago y arrebatárselo.

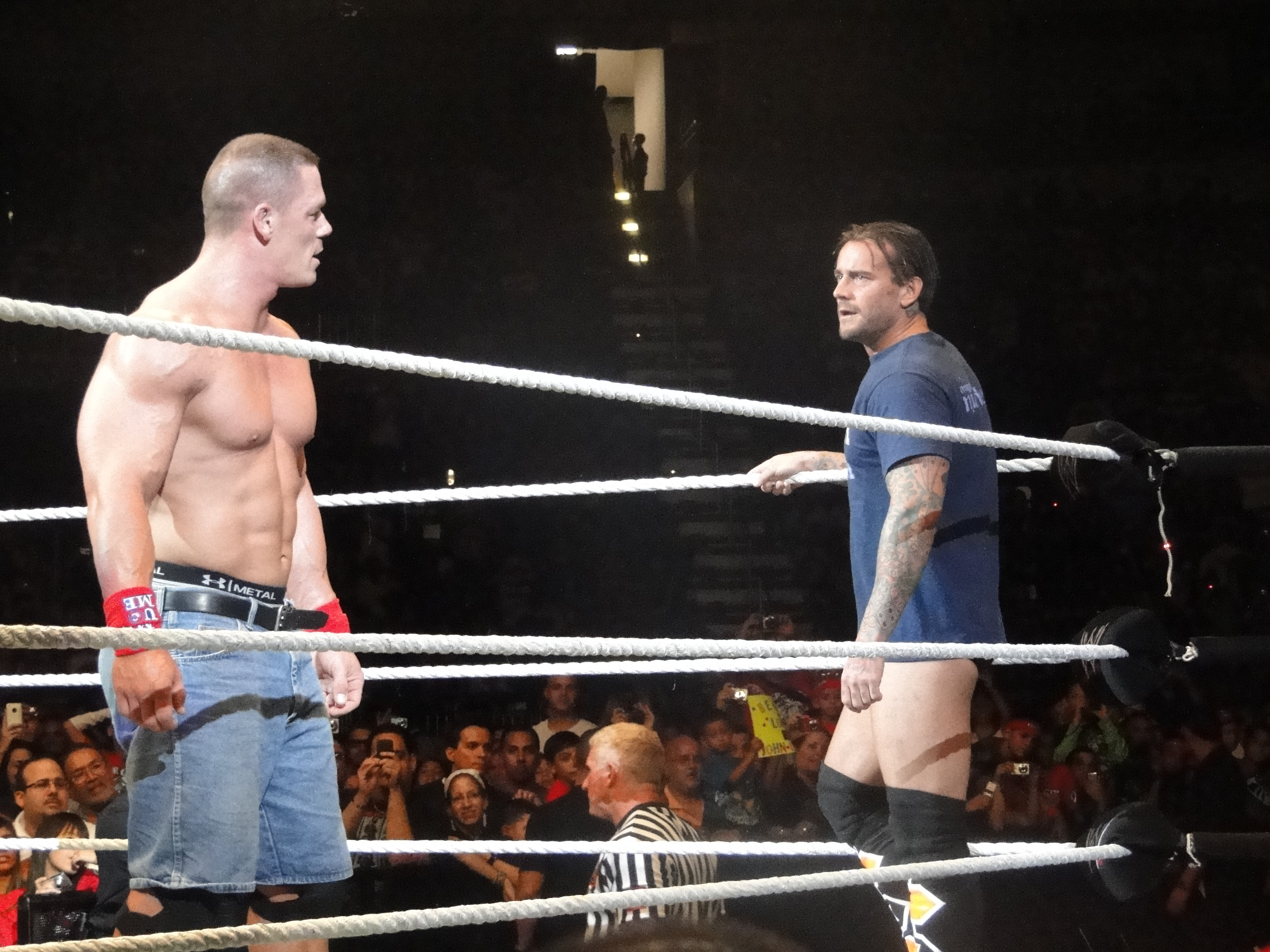
Punk y Cena, cuya rivalidad en 2011 recibió un total de 5 premios entre la PWI y el WON.

El 25 de julio de 2011, Punk apareció en Raw durante la celebración de Cena al ganar de nuevo el Campeonato de WWE (tras derrotar a Rey Mysterio), encarándose a Cena y levantando ambos sus cinturones. La siguiente semana, Triple H anunció que Punk había firmado un nuevo contrato con WWE y pactó para SummerSlam una lucha entre él y Cena para definir a un Campeón Indiscutible de WWE. En SummerSlam, Punk logró cubrir a Cena tras un «Go To Sleep», convirtiéndose en el campeón indiscutible debido a que Triple H no vio que John Cena pusiese el pie en la cuerda. Después de celebrar la victoria lo atacó Kevin Nash y luego apareció Alberto Del Rio para canjear el maletín del RAW Money In The Bank; este derrotó a Punk y le quitó el título.
La noche siguiente en Raw se enfrentó a John Cena para elegir al contendiente al Campeonato de WWE, combate que ganó Cena gracias a la intervención de Kevin Nash, que distrajo a Punk. Luego, el 29 de agosto, Triple H contrató a Nash en WWE y oficializó una pelea entre ambos en Night of Champions, pero más tarde Triple H dijo que ocuparía el lugar de Nash, acordando que sería en una lucha sin descalificación y si Triple H era derrotado, dejaría de ser el jefe de operaciones de WWE. Sin embargo, Punk perdió después de las interferencias de R-Truth, The Miz y Nash. En Hell in a Cell tuvo su revancha por el Campeonato de WWE enfrentándose al campeón John Cena y a Alberto Del Rio en un Hell in a Cell Match. Sin embargo, durante el combate volvieron a interferir The Miz y R-Truth, perdiendo Punk después de que Del Rio le cubriera. Debido a esto, empezó una rivalidad con ambos junto a Triple H, convirtiéndose en face, enfrentándose las dos parejas en Vengeance, perdiendo gracias a la ayuda de Nash. Tras esto, continuó buscando una oportunidad por el título de Del Rio, comenzando una rivalidad con este último. A pesar de ser derrotado en una lucha por una oportunidad por Mark Henry, atacó al campeón con un Anaconda Vise, por lo que Del Rio al final le dio una oportunidad en Survivor Series, donde Punk derrotó a Alberto Del Rio, obteniendo su segundo Campeonato de WWE. Además, el 28 de noviembre, retuvo el título ante Alberto Del Rio. En TLC: Tables, Ladders & Chairs retuvo el campeonato ante The Miz y Alberto del Río.

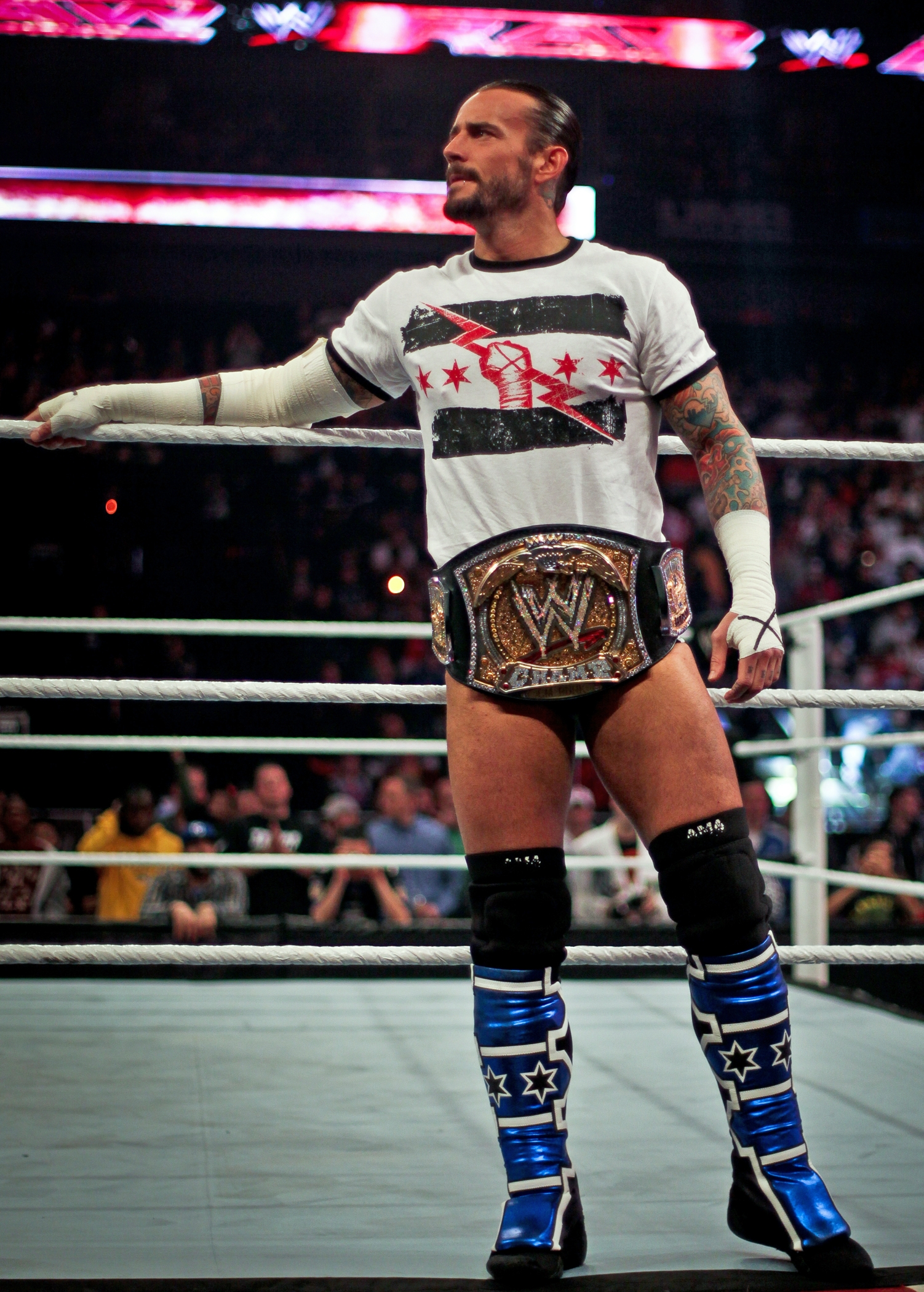
CM Punk durante su segundo reinado como Campeón de WWE.

El 2 de enero de 2012 en Raw se enfrentó a Dolph Ziggler por el Campeonato de WWE. Finalmente Punk logró que Ziggler se rindiera pero por causa de John Laurinaitis, el árbitro no lo vio y finalmente acabó perdiendo la lucha por cuenta de fuera. Tras esto, Laurinaitis pactó otro combate entre ambos en el evento Royal Rumble, combate en el que Punk retuvo su título. Al día siguiente en RAW Punk fue atacado por Chris Jericho en una lucha que tenía contra Daniel Bryan, empezando una rivalidad. En Elimination Chamber, Punk retuvo su título ante The Miz, Dolph Ziggler, Jericho, Kofi Kingston y R-Truth en un Elimination Chamber match. Durante el combate, Punk le dio una patada en la nuca a Jericho, dejándole K.O y sacándole del combate.
El 20 de febrero en Raw se supo quien era su oponente para WrestleMania XXVIII y luchar por el Campeonato de WWE que fue Chris Jericho por haber ganado una lucha para sacar al Contendiente #1. Las semanas siguientes, fue insultado por Jericho quien mencionó que su padre era un alcohólico, su hermana era una drogadicta y debido a que nació antes del matrimonio de sus padres, fue llamado bastardo. Finalmente en Wrestlemania XXVIII, logró derrotar a Jericho al hacerlo rendir con el Anaconda Vise reteniendo así su campeonato.
La noche siguiente en Raw, Punk insultó a John Laurinaitis en una reunión, por lo cual fue obligado defender su título contra Mark Henry, el cual perdió por conteo fuera, reteniendo el título. Tras la pelea, Mark Henry aplicó un World Strongest Slam a Punk fuera del ring y apareció Jericho quien atacó e insultó a Punk utilizando una botella de Whiskey. La semana siguiente tuvo que defender nuevamente su título contra Henry, perdiendo nuevamente pero por descalificación. Tras la lucha, Jericho volvió a aparecer y esta vez derramó cerveza sobre el cuerpo de Punk. Finalmente en el siguiente RAW, Punk retuvo su campeonato frente a Henry en un No Disqualification Match. Las semanas siguientes, Jericho siguió haciendo promos sobre la familia de Punk, a los cuales acusó de ser alcohólicos y drogadictos. Esto llevó a otro combate entre ambos en Extreme Rules en un Chicago Street Fight Match, donde Punk logró retener el título, acabando la rivalidad.
Pronto comenzó una nueva rivalidad con Daniel Bryan quien tuvo una oportunidad por el campeonato en Over the Limit, pero Punk ganó la lucha la cual tuvo un final controversial por lo cual Bryan exigió un nuevo combate por el título. Durante las siguientes semanas en su rivalidad se vio involucrado Kane y al mismo tiempo AJ quien tuvo un acercamiento sentimental con los tres, llevándolos a una lucha en No Way Out donde Punk retuvo el título contra Bryan y Kane. En Money in the Bank retuvo el título una vez más contra Daniel Bryan en un No Disqualification Match con AJ como árbitro especial.

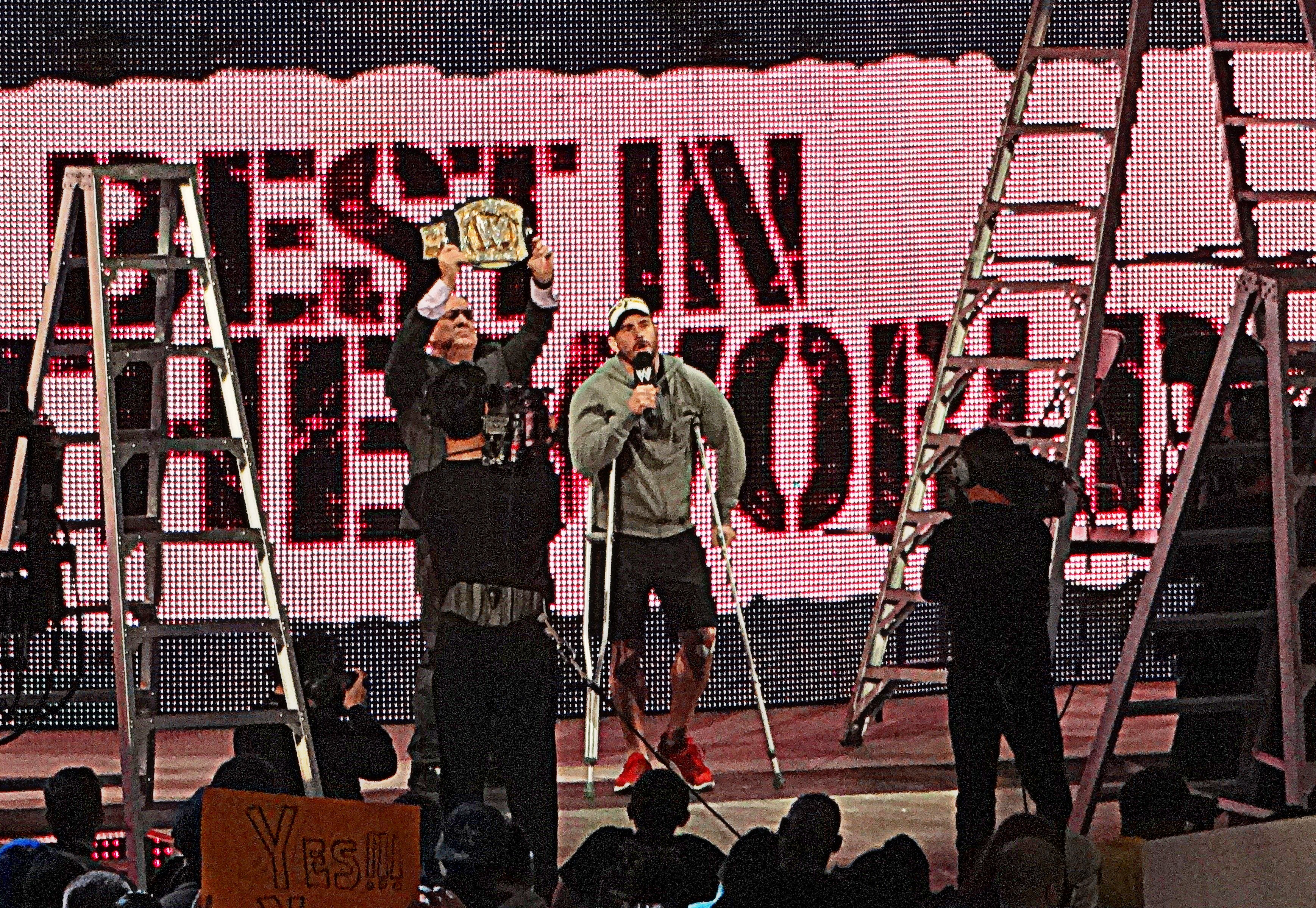
Un lesionado Punk acompañado por Paul Heyman en Raw en diciembre de 2012.

El 23 de julio en el Raw 1000, tuvo que defender el título ante John Cena, quien usó su oportunidad del WWE Championship Money in the Bank, perdiendo por descalificación después de que The Big Show atacara a Cena, y por lo tanto reteniendo CM Punk. Después del combate, Show siguió atacando a Cena sin que Punk le ayudara, hasta que The Rock apareció para ayudar a Cena, pero Punk lo atacó cambiando a Heel. La semana siguiente, explicó que atacó a The Rock porque no quería que el show terminara siendo él la estrella, sino el campeón. Tras esto, esa misma noche la Gerente General de Raw, AJ pactó una lucha entre John Cena y The Big Show para determinar al retador número uno al campeonato, que dicha lucha acabó sin resultado después de que Punk atacará a ambos, por lo que AJ declaró que tanto Cena como Show iban a enfrentar a Punk por su campeonato en SummerSlam.
Finalmente en SummerSlam retuvo el campeonato tras derrotar a Cena y Show. En el Raw del 27 de agosto AJ seleccionó a John Cena para enfrentarse a Punk por el título en Night Of Champions. En el evento retuvo el campeonato cuando ambos quedaron empate, luego de que los dos tuviesen las espaldas planas durante la cuenta de tres. Tras este combate, se negó a volver a defender su título ante Cena, intentando ser convencido por leyendas como Mick Foley o Jim Ross de lo contrario. El 15 de octubre en Raw le dieron la oportunidad de que eligiera a su oponente para Hell in a Cell 2012, pero al no escoger a su oponente, Vince McMahon y Cena decidieron de que se enfrentaría a Ryback en un Hell in a Cell match. En el evento, logró retener el título después de que el árbitro Brad Maddox le aplicara a Ryback un «Low Blow», aprovechando para ganar con un «Roll-Up» y una cuenta rápida.
La noche siguiente en Raw, un furioso Mick Foley se enfrentó a Punk por negarse a escoger a John Cena como su oponente en Hell in a Cell. Esto llevó a los dos acordando a reunirse en Survivor Series en una lucha tradicional de eliminación en equipos con Punk eligiendo a The Miz, Alberto Del Rio, Cody Rhodes y Damien Sandow para su propio equipo. La semana siguiente, Punk fue sustituido como capitán por Dolph Ziggler y reservado en un por el Campeonato de WWE contra John Cena y Ryback por órdenes de Mr. McMahon. En el pay-per-view, retuvo el título derrotando a Ryback y John Cena, luego de la interferencia de Seth Rollins, Dean Ambrose y Roman Reigns, cumpliendo un año de reinado. Punk debía defender el Campeonato de WWE contra Ryback en un Tables, Ladders & Chairs Match en el evento TLC: Tables, Ladders & Chairs el 16 de diciembre, pero debido a una lesión que Ryback le provocó, Mr. McMahon pactó un nuevo combate para Ryback sin Punk.
El 7 de enero venció a Ryback en un Tables, Ladders & Chairs Match por el Campeonato de WWE, durante el combate The Shield intervino en el combate permitiendo que Punk retuviera el Campeonato. El 27 de enero en Royal Rumble tuvo un combate contra The Rock por el Campeonato de WWE siendo derrotado, el cual logró mantener por 434 días. El 17 de febrero en Elimination Chamber volvió a ser derrotado y no logró ganar el Campeonato. El 25 de febrero tuvo un combate contra el ganador del Royal Rumble John Cena por una oportunidad por el Campeonato de WWE en WrestleMania 29 siendo derrotado.

#### Historias finales (2013-2014)
El 4 de marzo en Raw Old School, ante el regreso de The Undertaker, participó en un combate contra Sheamus, The Big Show & Randy Orton para ser el retador contra Undertaker en WrestleMania 29 saliendo ganador. Después de unas semanas se atacaron mutuamente a raíz de la muerte de Paul Bearer. Ese mismo día fue derrotado por Kane pero robó la urna de Bearer. Durante las siguientes semanas, tanto Heyman como Punk se burlaron de The Undertaker acerca de la muerte de Bearer, atacándole y vertiéndole las cenizas de la urna el RAW previo a WrestleMania. Finalmente, el 7 de abril en WrestleMania 29, ambos se enfrentaron, siendo Punk derrotado. Dos semanas después, el 15 de abril, Punk apareció en RAW, abrazando a Heyman y dejando el escenario. Esto fue creado para que se tomara unas vacaciones y se recuperara de lesiones.
Durante su descanso, Chris Jericho increpó a Heyman por el comportamiento de Punk, por lo que en su nombre pactó un combate entre los dos en Payback. En WWE Payback, CM Punk hizo su regreso como face en Chicago derrotando a Chris Jericho. Al día siguiente, hizo su aparición en RAW retando al nuevo Campeón Mundial Pesado, Alberto Del Rio, confirmando su pase a face. Punk ganó el combate vía Count Out cuando Alberto Del Rio salió del ring y no regresó. Cuando Punk estaba celebrando, Brock Lesnar apareció y le aplicó un F5. El 24 de junio en Raw habló con Heyman y le dijo que ya no le quería como mánager. El 14 de julio, participó en Money in the Bank en un combate por el maletín del Campeonato de WWE. Sin embargo, durante la lucha Curtis Axel, otro cliente de Heyman, entró a ayudarlo, pero Punk le atacó. Tras esto, Heyman interfirió y atacó a Punk, impidiendo que ganara el combate.
La siguiente noche comenzó un feudo con Brock Lesnar, quién le atacó y le aplicó un «F-5» en la mesa de los comentaristas en Raw. Debido a la rivalidad con Brock Lesnar, se pactó un combate entre ellos para SummerSlam. En la edición del Raw del 5 de agosto, luchó en un combate contra Curtis Axel combate que terminó sin resultado debido a otro ataque de Lesnar. El 18 de agosto en SummerSlam se enfrentó a Lesnar en una lucha sin descalificación, en la cual salió derrotado tras recibir un «F-5» sobre una silla.

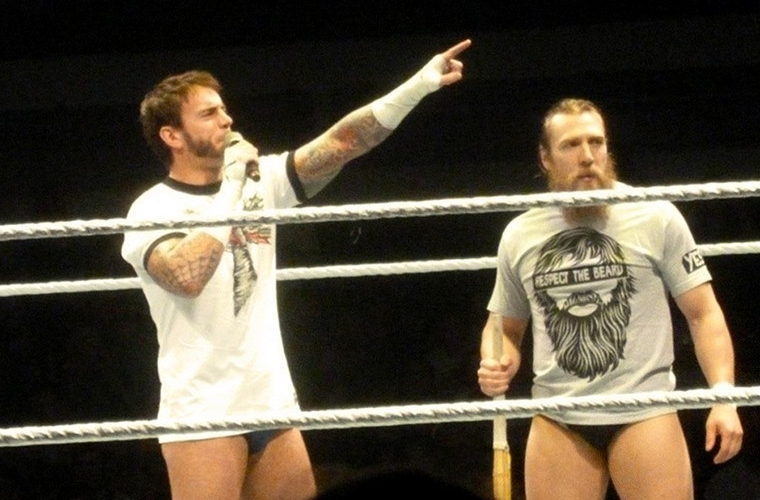
Punk (izquierda) se alió con Daniel Bryan de camino hacia Survivor Series.

En el siguiente Raw, Punk tuvo la oportunidad de volver a convertirse en un «Paul Heyman Guy», pero declinó y atacó a Axel en su lugar. A la semana siguiente derrotó a Axel antes de que él y Heyman lo atacaran. Punk luego fue programado para hacerles frente en un Handicap Elimination Match en Night of Champions, al que se le añadió una estipulación de No Disqualification. En la lucha derrotó a Axel, dejando sólo a Heyman para lidiar con él, pero mientras atacaba a Heyman, Ryback lo atacó a él y colocó a Heyman encima de Punk para la victoria. Esto hizo que los dos se enfrentaran tres semanas después en Battleground, donde Punk se impuso a Ryback al cubrirle después de un «Low Blow». Tras eso, se pactó un combate entre ambos para Hell in a Cell. Sin embargo, Punk cambió la estipulación el 16 de octubre a un Hell in a Cell de él contra Ryback y Heyman. En el evento, Punk ganó limpiamente después de un GTS. Tras el combate, Punk escaló a lo alto de la celda, donde estaba Heyman, a quien atacó con un palo de kendo y aplicó un GTS. La noche siguiente en RAW derrotó a Ryback en un Street Fight, pero luego fue atacado por The Wyatt Family.
A la semana siguiente, derrotó a Luke Harper, pero luego fue atacado de nuevo hasta que Daniel Bryan le salvó. Los dos se enfrentaron a los miembros de The Wyatt Family, Harper & Erick Rowan en Survivor Series, obteniendo así la victoria y llamándose oficialmente «The Best and The Beard». Al día siguiente, en Raw se volvieron a enfrentar a The Wyatt Family en un Handicap Match, pero durante la lucha The Wyatts se llevaron a Bryan, por lo que Punk iba a ir a salvarlo, pero fue atacado por The Shield, por lo que el director de Operaciones de WWE Kane declaró una lucha entre Punk y The Shield en TLC: Tables, Ladders & Chairs. En TLC derrotó a The Shield debido a un «Spear» accidental de Roman Reigns a Dean Ambrose.
En Royal Rumble, Punk entró como el #1. Después de durar hasta los últimos cuatro luchadores, Kane, al que Punk había eliminado anteriormente, lo eliminó desde el exterior y procedió a aplicarle un «Chokeslam» a través de la mesa de los comentaristas. Así, fue la última lucha de CM Punk en WWE.

#### Retiro inicial (2014)
Luego de esto, CM Punk no apareció en Raw después de Royal Rumble. A pesar de ser anunciado para las grabaciones de SmackDown el martes, él no estuvo allí tampoco. El miércoles, WWE.com dejó de promocionar a Punk para futuros eventos. The Wrestling Observer informó que Punk legítimamente había dejado el evento de Raw el lunes después de decirle a Vince McMahon y a Triple H que se «iba a casa». El 20 de febrero, durante una conferencia telefónica con inversionistas, Vince McMahon comentó sobre Punk diciendo que se estaba «tomando un año sabático». En el episodio del 3 de marzo de Raw, WWE reconoció la ausencia de Punk en la televisión cuando el show comenzó con la música de entrada del Punk, sólo para que su exmánager Paul Heyman saliera en lugar de él. WWE procedió a eliminar a Punk de las imágenes de sus videos promocionales, hasta julio, cuando una retrospectiva sobre sus victorias en Money in the Bank fue anunciada para WWE Network. En una entrevista publicada a finales de mayo, Punk admitió que se había retirado; cuando se le preguntó «¿Cómo se siente estar retirado a los 35 años?», él respondió que «se siente bien». El 15 de julio de 2014, el perfil del Punk fue trasladado a la sección Alumni de WWE.com sin realizar una declaración. El mismo día, Punk agradeció a sus fanes sin mencionar a WWE. A finales de julio, Punk afirmó que «nunca jamás» iba a volver a la lucha libre.
En un episodio del podcast The Art of Wrestling de su amigo Colt Cabana en noviembre de 2014, Punk rompió su silencio con respecto a su salida de WWE. En una entrevista detallada, Punk dijo que fue suspendido por dos meses después de salir de la empresa en enero y fue despedido por WWE meses más tarde el día de su boda en junio de 2014. El modo de despido fue el colmo para Punk sobre WWE, ya que Punk dijo que nunca volvería a WWE y que, tras un acuerdo legal con WWE, no tenía más relación laboral con ellos. El acuerdo incluía a Punk dando permiso a WWE para vender su mercancía. Punk citó su salud como la principal razón por la que dejó WWE, describiendo que en sus últimos meses en la empresa había estado trabajando a través de una infección estafilocócica posiblemente mortal y no tratada, costillas rotas, rodillas lastimadas, contusiones múltiples (incluyendo una en Royal Rumble), así como haber perdido su capacidad para dormir bien. Punk sintió que WWE lo estaba presionando a luchar antes de que él se había recuperado. Otras fuentes de la infelicidad que Punk tenía con WWE eran su fracaso de participar en el evento principal de un WrestleMania, ser pagado menos que otros luchadores en WrestleMania 29, ser «sofocado creativamente» y sintiendo que no había ningún plan a largo plazo para los luchadores aparte de John Cena, así como recibir cheques más pequeños y no obtener respuestas sobre cómo afectaría WWE Network a los sueldos de los luchadores. Por último, Punk describió haber dejado la lucha libre con «cero pasión» por la misma, pero se describió en el momento de la entrevista como estando en el más feliz en muchos años.
Menos de una semana después de esto, cuando Vince McMahon fue entrevistado en el podcast de The Steve Austin Show en WWE Network, este se disculpó con Punk por la manera como terminó su contrato, que calificó como una «coincidencia», culpando a la falta de comunicación dentro de la organización. McMahon dijo que estaba dispuesto a trabajar otra vez con Punk. En un segundo podcast, Punk rechazó la disculpa de McMahon calificándola de insincera y una «maniobra publicitaria» ya que McMahon no lo contactó directamente para disculparse y podría haberse disculpado anteriormente.

### Apariciones posteriores a su retiro (2015-2020)
En noviembre de 2019, Punk hacía su regreso a WWE después de casi seis años, habiendo firmado un contrato con la cadena FOX, para aparecer en el programa semanal de Fox Sports 1, WWE Backstage, en el cual se hacen debates sobre lo acontecido en los programas semanales de Raw y Smackdown.

### All Elite Wrestling

#### Reinado del título Mundial, lesiones y suspensiones (2021-2022)
El 20 de agosto de 2021, Punk hizo su debut para All Elite Wrestling en el evento The First Dance en Rampage, marcando su regreso a la lucha libre profesional después de un retiro de siete años. Desafió a Darby Allin a una lucha en el evento de pago por evento All Out. El 5 de septiembre en el PPV All Out, Punk obtuvo su primera victoria después de siete años de su retiro en un ring ante Darby Allin. El 22 de septiembre en un combate que salió al aire en el Rampage del día 24, Punk venció a Powerhouse Hobbs. El 6 de octubre y en un show transmitido en el Rampage del día 8, Punk derrotó a Daniel García. En Rampage del 15 de octubre, Punk se cobró otra victoria, en esta ocasión sobre Matt Sydal.
El 29 de mayo de 2022, Punk ganó el Campeonato Mundial de AEW en una buena lucha al entonces campeón defensor Adam Page en el evento de All Elite Wrestling Double or Nothing. Durante la trasmisión del episodio del 3 de junio Rampage, anuncio al público y fanes que debido a una lesión que le incurrió posteriormente a la lucha contra Page, no podrá defender el Campeonato Mundial de AEW lo que le mantendrá alejado algunos meses, por el cual los directivos de AEW anunciaron una lucha el cual el ganador se enfrentara a Jon Moxley por el Campeonato Mundial de AEW interino. El 24 de agosto, en AEW Dynamite, perdió el Campeonato Mundial de AEW después de enfrentarse al campeón interino, Jon Moxley. Punk recupero el título 11 días después el 4 de septiembre en el evento pague por visión All Out, siendo así su segundo reinado.
Después del evento, Punk junto a Tony Khan realizaron una rueda de prensa, donde fue objeto de polémica al insultar a Hangman Page, MJF y Colt Cabana, además de nombrar a los vicepresidentes ejecutivos Kenny Omega y The Young Bucks acusándolos de filtrar falsa información sobre los problemas y peleas en backstage. Más tarde, se reportó en varios medios que Punk, su entrenador Ace Speed y los miembros de The Elite tuvieron un altercado en backstage después de las controvertidas declaraciones; en dicho altercado se rumoreaba que Punk noqueó a Matt Jackson de los Young Bucks y Ace Speed lanzó una silla a Nick Jackson y mordió a Omega. El 7 de septiembre en Dynamite, Tony Khan anuncio la suspensión de Punk, Omega y The Young Bucks, despojándoles de sus títulos y dejarlos vacantes. Al día siguiente, el periodista Dave Meltzer informó que Punk se desgarró un músculo del brazo durante ese combate en All Out y requeriría una cirugía mayor.

#### Regreso, más altercados y despido (2023)

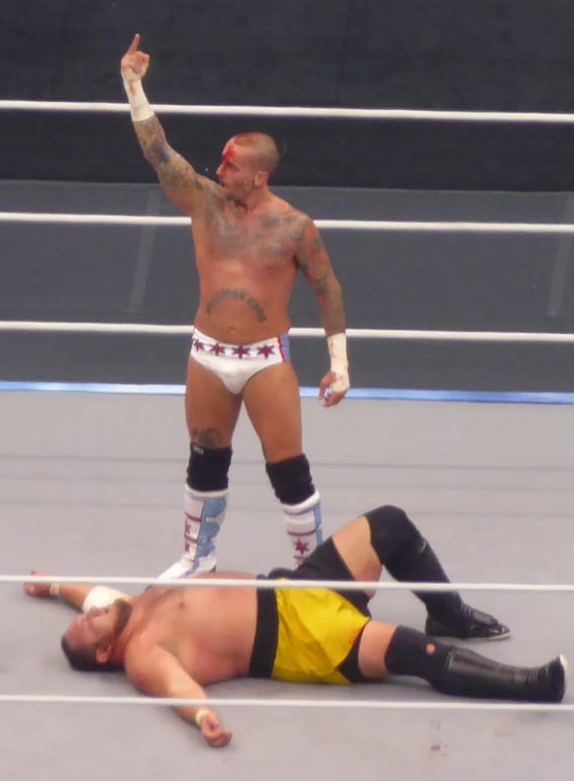
Punk (de pie) enfrentando a Samoa Joe en All In, en agosto de 2023. Está fue su última lucha con AEW.

Después de una ausencia de nueve meses, Punk regresó a la programación de AEW en el episodio de estreno de Collision el 17 de junio de 2023, formando equipo con FTR (Cash Wheeler & Dax Harwood) para derrotar a Samoa Joe y Bullet Club Gold (Jay White & Juice Robinson). en una lucha por equipos de seis. Más tarde se anunció que Punk sería un competidor en el torneo masculino de la Owen Hart Cup, y derrotó a Satoshi Kojima en la primera ronda en el evento Forbidden Door el 25 de junio. Después de derrotar a Samoa Joe en las semifinales el 8 de julio, Punk fue derrotado en la final por Ricky Starks el 15 de julio, aunque de manera controvertida, ya que Starks se apoyaba de las cuerdas para evitar que se detuviera el pinfall. En la edición del 29 de julio de Collision, después de amonestar a Starks por hacer trampa, Punk reveló el contenido de una bolsa roja que había estado cargando desde su regreso. Dio a conocer el Campeonato Mundial de AEW que ganó meses atrás en All Out y se declaró a sí mismo el "verdadero campeón del mundo", proclamando que, dado que nunca fue derrotado en un combate por el título, seguía siendo un campeón legítimo. Punk luego pintó con aerosol una X negra sobre la placa central del campeonato, ya que representa la filosofía straight edge que adoptaría desde su juventud. En All In, Punk defendió con éxito su título contra Joe, siendo este su última contienda en AEW. 
En el mismo evento All In, se informó que Punk estuvo involucrado en un altercado detrás del escenario con Jack Perry con respecto a los comentarios que Perry hizo durante su combate anteriormente en el programa (en sí mismo una referencia a que Punk le negó una oportunidad de usar vidrio real en sus segmentos en Collision). Después de una investigación sobre el altercado por parte de AEW, Punk fue posteriormente rescindido de su contrato.

### Regreso a WWE (2023-presente)
El 25 de noviembre de 2023, al concluir  Survivor Series: WarGames, evento realizado en su nativo Chicago, Punk regresaba a WWE al finalizar el war games masculino, fue recibido por la gran multitud que lo ovacionaba, cabe recordar que hizo su primera aparición en WWE desde 2014 (descontando sus apariciones en WWE Backstage de Fox). Según los periodistas presentes en el show, su regreso fue recibido con «una de las pops» más ruidosas de todos los tiempos». En el episodio del 27 de noviembre de Raw, hizo su regreso televisivo a WWE, haciendo una promo al final del programa en la que declaró que estaba en «casa» y que «WWE es donde pertenece».
El 27 de enero de 2024, en Royal Rumble, Punk luchó en su primer combate televisado de WWE desde 2014, ingresando en el puesto 27 durante el Royal Rumble match, en el que fue el último eliminado por Cody Rhodes.  Durante el combate, Punk se desgarró el tríceps derecho, hiriéndolo y dejándolo incapaz de competir en WrestleMania XL.
Al día de hoy Cm Punk participó en la edición Royal Rumble del 2025, siendo eliminado por Logan Paul, luego de esto sería atacado por Seth Rollins con quien ya había tenido un combate.
El 19 de abril de 2025, Cm Punk formó parte, por primera vez en su carrera, del evento estelar de la noche uno de WrestleMania 41. Este combate marcó su regreso a WrestleMania después de 12 años, siendo su última aparición en el evento en WrestleMania 29, donde enfrentó a The Undertaker. En esta ocasión, Punk participó en una lucha de triple amenaza contra Roman Reigns y Seth Rollins, acompañado por Paul Heyman en su esquina. La banda estadounidense Living Colour interpretó en vivo su tema de entrada, Cult of Personality. Al final del combate, Heyman traicionó a Punk y Reigns, lo que permitió a Rollins obtener la victoria y sellar su alianza con Heyman. 

## Personaje como luchador

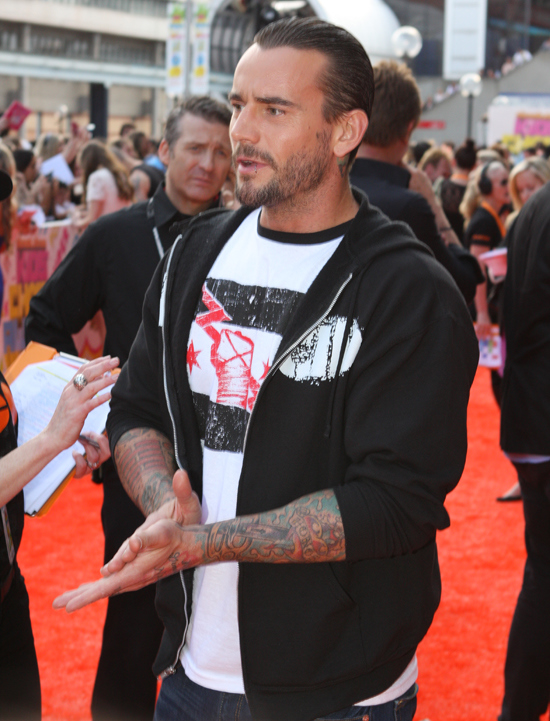
CM Punk en 2011.

### Legado
Varios luchadores han citado públicamente a Punk como inspiración o influencia en sus carreras. Seth Rollins dijo en diciembre de 2018, que la influencia de Punk en la escena de la lucha libre de Chicago fue responsable de que se convirtiera en luchador, mientras que Rhea Ripley dijo en septiembre de 2019, que las habilidades verbales de Punk eran algo a lo que ella aspiraba porque «cuando él hablaba, todos escuchaban», y Adam Cole dijo a Sports Illustrated en noviembre de 2019, que el trabajo de Punk en el circuito independiente fue una «gran influencia» para él.
Tanto los reporteros, luchadores y fanáticos han elogiado las habilidades para hablar de Punk, especialmente por sus promos dentro del ring. Su promo de junio de 2011, denominada como «Pipebomb», ha sido llamada «histórica» y está considerada como una de las promos más importantes en la historia de la lucha libre profesional. A Punk se le atribuye ser uno de los primeros luchadores independientes en tener éxito en WWE, lo que a su vez abrió la puerta para que otros luchadores independientes se unieran y triunfaran en la antedicha empresa. Aunque gran parte de su tiempo como estrella principal en WWE fue durante su muy diluida Era PG, Erik Beaston de Bleacher Report, escribió que «Punk puso patas arriba a la compañía durante unos pocos años y dio a los fanáticos una muestra de cómo podría ser una alternativa a la promoción obsesionada por los anunciantes».
El 27 de junio de 2011 en Raw, después de costarle un combate a John Cena (con quien tenía un feudo en torno al Campeonato de la WWE), Punk haría una promo que en la cultura popular sería conocida como «Pipe Bomb». En este, criticó a muchos trabajadores y extrabajadores de WWE, incluyendo a Vince McMahon, mencionó el favoritismo que la empresa le ha dado a luchadores ya retirados como Hulk Hogan y The Rock, e incluso utilizando un lenguaje fuerte para la época. Aunque lo más sobresaliente fue el mencionar a otras empresas como Ring of Honor y New Japan Pro-Wrestling, además de su antiguo amigo y rival Colt Cabana. Antes de que Punk terminara de hablar, se le cerró el micrófono y Raw salió del aire, por lo que había reclamado censura. Las palabras de Punk tuvieron un impacto enorme, pues expertos y fanáticos lo consideraron uno de los hitos más grandes de la lucha libre profesional del siglo XXI. Dicha promo se volvería un referente para otros luchadores al momento de llevar a cabo una rivalidad, incluso John Cena llegó a realizar una promo similar durante su feudo con Roman Reigns una década más tarde. En cuanto a Punk, él mismo tuvo un impulso en su carrera llegando a ser dos veces Campeón de la WWE, con el último reinado siendo el más largo (434 días) en la era moderna y gozando de una basta popularidad y una gran venta de mercancías.

## Carrera como artista marcial mixto

### Ultimate Fighting Championship
El 6 de diciembre de 2014, en UFC 181, anunció que había firmado un contrato por varias peleas con Ultimate Fighting Championship y que lucharía como artista marcial mixto profesional en la división mediana o wélter en 2015. Brooks, de 36 años en el momento de firmar, no tenía ningún fondo de lucha amateur, aunque sí experiencia en kenpō y jiu-jitsu brasileño, más notablemente bajo el maestro Rener Gracie. Con respecto a la firma, el presidente de la UFC, Dana White, mencionó que mientras Brooks «definitivamente puede vender algunos pagos por visión», esa no era la única motivación para la firma. Sobre la longevidad futura de Brooks en la UFC, White declaró sobre Brooks: «Podría tener una lucha y se acabó o una carrera aquí. No sé. Vamos a ver».
White no confirmó una fecha para el debut en UFC de Brooks, pero predijo que alrededor de seis o siete meses más tarde. En cuanto al primer oponente de Brooks, White dijo que Brooks probablemente enfrentará a alguien que ha realizado muy pocas peleas. Jason David Frank, más conocido como Tommy Oliver, el Ranger Verde de Power Rangers, pero también un artista marcial mixto con un récord de 1-0, se ofreció a desempeñar ese papel. Según el mánager de Frank, él ha estado considerando luchar contra Punk por más de un año, derivado del interés de los fanes por la idea mientras los dos recorrieron juntos convenciones en Wizard World. Cuando se le preguntó durante una sesión de Q&A previa a UFC 182 qué pensaba del desafío, Punk dijo que había sido desafiado por muchos combatientes y que necesitaría una larga carrera para luchar contra todos ellos.
Con respecto a su nombre, Brooks señaló que esperaba que el anunciador Bruce Buffer le llamara Phil «CM Punk» Brooks. Dijo a Las Vegas Sun: «he llegado hasta aquí lejos con CM Punk. Eso es por lo que la gente me conoce. Intento seguir con eso. No lo estoy eludiendo. No estoy avergonzado». Su perfil de UFC lo lista como simplemente CM Punk.
Punk entrenó para su lucha de debut bajo Duke Roufus en Roufusport MMA Academy, junto al Campeón Peso Ligero de la UFC Anthony Pettis y el campeón Peso Wélter de ONE FC Ben Askren. El gimnasio tiene su sede en Milwaukee, Wisconsin, relativamente cerca de su casa en Chicago.
El 10 de septiembre de 2016 en UFC 203, lo derrotó Mickey Gall en su primera pelea tras derribarlo inmediatamente y someter con un estrangulamiento trasero desnudo al comienzo del primer asalto.
En 2018, UFC anunció que Punk pelearía en su segunda pelea profesional contra Mike Jackson el 9 de junio de 2018 en UFC 225 en su ciudad natal de Chicago, Illinois.
El 9 de junio del 2018, fue derrotado por Mike Jackson por decisión unánime en su segunda pelea en UFC. CM Punk fue despedido de UFC tras su pobre lucha, según seguidores de UFC. Dana White, presidente de la división de artes marciales mixtas, aseguró que no tendría sentido que Punk volviera al octágono. El 31 de agosto del 2021, UFC emitió un comunicado indicando que CM Punk se había retirado de las AMM y que se había desvinculado completamente de la empresa.

### Récord en artes marciales mixtas
| Resultado     | Récord  | Oponente     | Método                      | Evento  | Fecha                    | Ronda | Tiempo | Localización       | Notas |
| ------------- | ------- | ------------ | --------------------------- | ------- | ------------------------ | ----- | ------ | ------------------ | --- |
| Sin resultado | 0–1 (1) | Mike Jackson | Sin resultado               | UFC 225 | 9 de junio de 2018       | 3     | 5:00   | Chicago (Illinois) | Originalmente derrota por decisión unánime; resultado cambiado después de que Jackson diese positivo en marihuana. |
| Derrota       | 0–1     | Mickey Gall  | Sumisión (rear-naked choke) | UFC 203 | 10 de septiembre de 2016 | 1     | 2:14   | Cleveland, Ohio    | Debut en la UFC.                                                                                                   |

## Otros medios

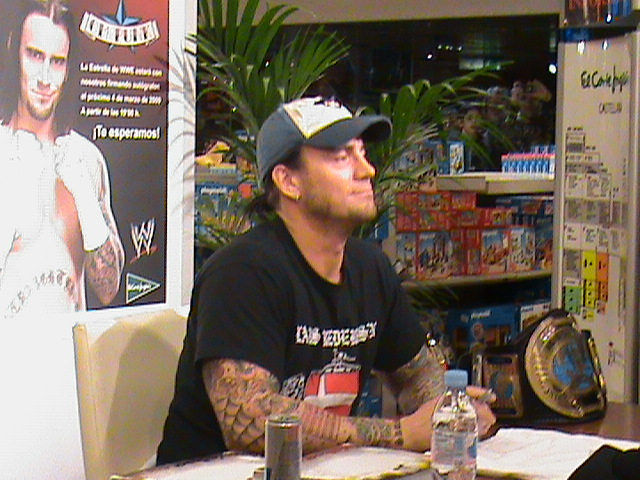
El luchador CM Punk como Campeón Intercontinental firmando autógrafos en Madrid, España

Apareció el 16 de febrero de 2004 en el episodio de Monster Garage, «Truck Box Car Wrestling», en un breve encuentro con Samoa Joe.
El 31 de octubre de 2006, se unió a The Atlantic Paranormal Society (TAPS) para el lanzamiento del especial Ghost Hunters Live del canal Sci Fi, un espectáculo nocturno de seis horas de transmisión en vivo de Halloween desde el Hotel Stanley de Estes Park (Colorado). Inicialmente escéptico acerca de lo que pudiera encontrar, Brooks dijo haber escuchado a niños riendo y pasos cuando no había ningún niño en las reservas del hotel.
El 30 de abril de 2012, se anunció que se presentaría en WWE Studios y el Proyecto de Producción Les Reines du ring (Inglés: Queens of the Ring). Junto a los luchadores Eve Torres y The Miz, el 25 de noviembre fue invitado estrella en Talking Dead, que hizo una recapitulación sobre el último episodio de The Walking Dead.
En 2008, apareció como el Sports Grand Marshal televisado a nivel nacional McDonald Desfile de Acción de Gracias en el centro de Chicago.
A principio de año, se confirmó mediante su cuenta de Twitter que CM Punk firmará un contrato con Marvel Comics para realizar dos nuevas historietas.[cita requerida]
En noviembre de 2019 apareció en el show original de WWE, WWE Backstage.
Ha aparecido como personaje jugable en los videojuegos WWE SmackDown vs. Raw 2008, WWE SmackDown vs. Raw 2009, WWE SmackDown vs. Raw 2010, WWE SmackDown vs. Raw 2011, WWE All Stars, WWE '12, WWE '13, WWE 2K14, WWE 2K15, EA Sports UFC 2, AEW Fight Forever y WWE 2K24 (DLC).

## Vida personal
Brooks es semivegetariano y sigue el estilo de vida straight edge. A su vez, es fan de los Chicago Blackhawks en el hockey sobre hielo mientras que en el béisbol sigue a los Chicago Cubs. 
Mientras trabajaba para la TNA estuvo vinculado sentimentalmente con las luchadoras profesionales Shannon Spruill y Traci Brookshaw. Después de unirse a la Ohio Valley Wrestling, comenzó a salir con Maria Kanellis, que trabajaba en la OVW como entrevistadora. Sin embargo, se separaron poco después que Brooks fuese trasladado a la World Wrestling Entertainment y comenzara a trabajar en la marca ECW. Brooks estuvo saliendo con Amy Dumas. En marzo de 2010, Matt Hardy dijo que habían roto. En una entrevista de noviembre de 2011 en Maxim, Brooks dijo que había empezado a salir con Beth Phoenix. En abril de 2013, se informó de que volvía a salir con Lita, pero lo dejaron ese mismo año.
El viernes 13 de junio de 2014, mismo día en que lo despidieron de WWE, se casó con su compañera de profesión April Méndez, conocida como AJ Lee. La pareja vive actualmente junta en Chicago.
Brooks se ha expresado a favor del aborto y el matrimonio entre personas del mismo sexo, además de ser un defensor de los derechos LGBT tanto dentro como fuera del deporte.

## Campeonatos y logros
- All Elite Wrestling
  - AEW World Championship (2 veces)
  - Dynamite Awards (2 veces)

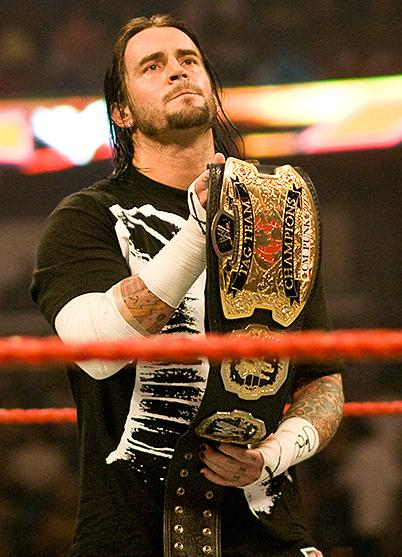
Punk como Campeón Mundial en Parejas en 2008.

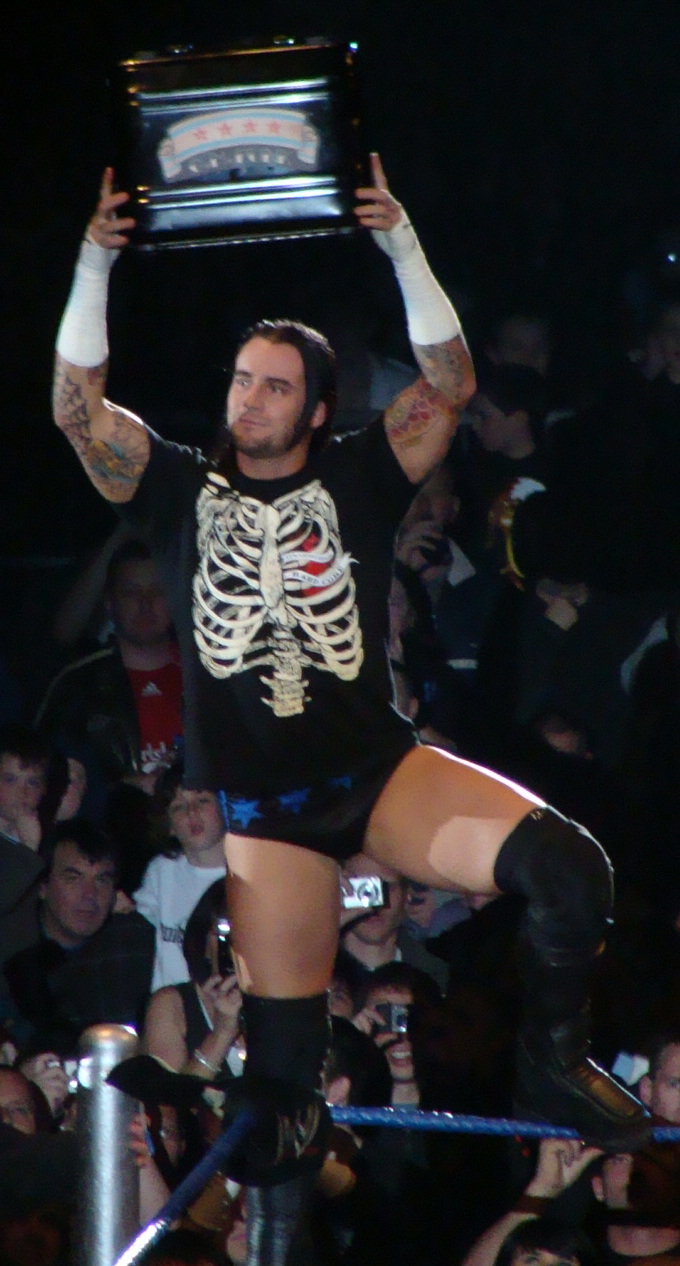
CM Punk con el maletín del Money in the Bank de WrestleMania XXIV en 2008.

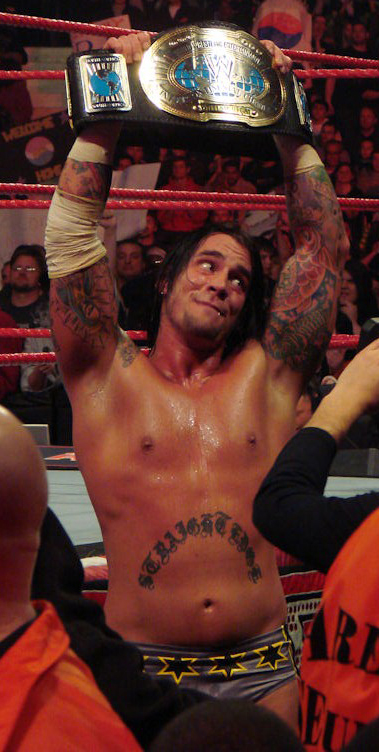
Punk con el WWE Intercontinental Championship tras ganarlo en Chicago.

    - Best Moment on the Mic (2022) - CM Punk returns
    - Best Mic Duel (2022) - MJF and CM Punk on Thanksgiving Eve

- Independent Wrestling Association Mid-South
  - IWA Mid-South Heavyweight Championship (5 veces)[127]
  - IWA Mid-South Light Heavyweight Championship (2 veces)[128]

- International Wrestling Cartel
  - IWC Heavyweight Championship (1 vez)[129]

- Mid-American Wrestling
  - MAW Heavyweight Championship (1 vez)[130]

- National Wrestling Alliance/NWA
  - NWA Cyberspace Tag Team Championship (1 vez)[131] – con Julio Dinero

- National Wrestling Alliance
  - NWA Revolution Heavyweight Championship (1 vez)

- Ohio Valley Wrestling/OVW
  - OVW Heavyweight Championship (1 vez)
  - OVW Southern Tag Team Championship (1 vez) - con Seth Skyfire
  - OVW Television Championship (1 vez)
  - OVW Triple Crown Championship (segundo)

- Ring of Honor/ROH
  - ROH World Championship (1 vez)
  - ROH World Tag Team Championship (2 veces) - con Colt Cabana
  - ROH Hall of Fame (2022)

- St. Paul Championship Wrestling
  - SDW Northern States Television Championship (2 veces)
  - SPCW Northern States Light Heavyweight Championship (1 vez)

- World Wrestling Entertainment/WWE
  - WWE Championship (2 veces)
  - World Heavyweight Championship (WWE, 2002-2013) (3 veces)
  - World Heavyweight Championship (WWE, 2023-presente) (1 vez)
  - ECW Championship (1 vez)
  - WWE Intercontinental Championship (1 vez)
  - World Tag Team Championship (1 vez) - con Kofi Kingston
  - Elimination Chamber (2012)
  - Triple Crown Championship (decimonoveno)
  - Money in the Bank (2008) y (2009)
  - Slammy Award (7 veces)[132]
    - "OMG" Momento del año (2008) – Canjea el maletín Money in the Bank para ganar el World Heavyweight Championship[133]
    - Shock del Año (2009) – Forzó a Jeff Hardy a abandonar WWE después de ganar un combate steel cage[134]

  - Despicable Me (2010) – Acosa a Rey Mysterio y su familia[135]
    - Superestrella del Año (2011)[136]
    - "Pipe Bomb" del Año (2011)[136]
    - Camiseta del Año (2011) – "Best in the World"[137]
    - Momento más Extremo del Año (2013) – For exacting revenge on Paul Heyman at Hell in a Cell[138]

- Pro Wrestling Illustrated
  - Luchador del año (2011)[139]
  - Luchador del año (2012)
  - Lucha del año (2011) vs. John Cena (Money in the Bank, 17 de julio)
  - Feudo del año - 2011 vs. John Cena
  - Feudo del año - 2022 vs. MJF
  - Feudo del año - 2024 vs. Drew McIntyre
  - Luchador más popular del año - 2011[140]
  - Luchador más odiado del año - 2012
  - Situado en el N.° 305 en los PWI 500 de 2002[141]
  - Situado en el N.° 171 en los PWI 500 de 2003[142]
  - Situado en el N.° 89 en los PWI 500 de 2004[143]
  - Situado en el N.° 40 en los PWI 500 de 2005[144]
  - Situado en el N.° 35 en los PWI 500 de 2006[145]
  - Situado en el N.° 42 en los PWI 500 de 2007[146]
  - Situado en el N.º 24 en los PWI 500 de 2008[147]
  - Situado en el N.º 8 en los PWI 500 de 2009[148]
  - Situado en el N.º 3 en los PWI 500 de 2010[149]
  - Situado en el N.º 10 en los PWI 500 de 2011[150]
  - Situado en el N.º 1 en los PWI 500 de 2012[151]
  - Situado en el N.º 2 en los PWI 500 de 2013.[152]
  - Situado en el Nº3 en los PWI 500 de 2022[153]

- Premios de la Wrestling Observer Newsletter
  - WON Mejor gimmick - 2009, Mesías del Straight edge
  - WON Mejor gimmick - 2011, Rebelde
  - WON Feudo del año - 2009 vs. Jeff Hardy
  - WON Feudo del año - 2011, vs. John Cena
  - WON Lucha del año - 2011 vs John Cena (Money in the Bank, 17 de julio)
  - WON Mejor en entrevistas - 2011
  - WON Mejor en entrevistas - 2012
- Situado en N.º 6 del WON Mejor en entrevistas de la década (2000–2009)[154]
  - Lucha de 5 estrellas; vs. Samoa Joe (16 de octubre de 2004)
  - Lucha de 5 estrellas; vs. John Cena (Money in the Bank, 17 de julio de 2011)
  - Lucha de 5 estrellas; vs. Drew McIntyre (Bad Blood, 5 de octubre de 2024)

## Luchas de apuestas
| Apuesta                     | Ganador      | Perdedor     | Lugar                | Fecha               | Nota                                                                                                 |
| --------------------------- | ------------ | ------------ | -------------------- | ------------------- | --- |
| Hair Match                  | CM Punk      | Rey Mysterio | Baltimore (Maryland) | 25 de abril de 2010 | Si CM Punk perdía en Extreme Rules, tenía que cortarse el pelo.                                      |
| Hair vs S.E.S. Pledge Match | Rey Mysterio | CM Punk      | Detroit (Míchigan)   | 23 de mayo de 2010  | En Over the Limit, si Mysterio perdía, debía unirse a S.E.S. Si perdía Punk, debía cortarse el pelo. |